# Mount Isa
Die australische Stadt Mount Isa ist die größte und wichtigste Stadt der Region North West des Bundesstaates Queensland und Sitz des gleichnamigen lokalen Verwaltungsgebiets (LGA) Mount Isa City.
Der Name Mount Isa nimmt auf einen nahegelegenen Hügel Bezug, wo sich bedeutende Erzlagerstätten befinden. Ihre durch europäische Einwanderer ab 1923 begonnene Ausbeutung schuf die Grundlage für die Stadtentwicklung. Die andauernde Bedeutung des Bergbaus für das Wirtschaftsleben der Stadt spiegelt der Schornstein der Bleischmelze wider, welcher mit 265 m Höhe die Landschaft überragt.

## Geschichte
Vor der europäischen Besiedlung war das Gebiet von den Kalkadoon, einem Stamm der Aborigines, besiedelt, die den kargen Boden als Weideland nutzten.
1844/1845 kam der australiendeutsche Forscher Ludwig Leichhardt bei seiner Durchquerung Nordost-Australiens nicht allzu fern vom heutigen Mount Isa vorbei. Gegen die bald beginnende europäische Landnahme entwickelte sich ein zunächst erfolgreicher Guerillakrieg der Kalkadoon. Doch nach ihrer Belagerung eines Forts kam es 1884 in den Gefilden des heutigen Mount Isa zu einer blutigen Schlacht, in der die Kalkadoon endgültig unterlagen.
1923 entdeckte John Campbell Miles in der Gegend des heutigen Mount Isa, am Westrand des Cloncurry-Feldes, ein erzreiches Silber-Blei-Flöz und benannte die Stelle nach seiner Schwester Isabella Mount Isa. Vier Jahre später, 1927, begann die damalige Firma Mount Isa Mines, am Ufer des Leichhardt River eine Stadt zu errichten. 1931 wurde mit dem Abbau von Silber und Blei begonnen; 1942 wurden zudem bedeutende Kupfererzlager gefunden, in den 1950er Jahren noch weitere Silber-Blei- sowie Zink-Lagerstätten. Diese Erzfunde förderten das Wachstum der Siedlung, die 1968 zur Stadt erhoben wurde.
1960 gründete der Bundesstaat Queensland in Mount Isa die School of the Air, zum Zweck des Fernunterrichts von Vor- und Grundschülern im dünn besiedelten queensländischen Outback, in den Anfangsjahren noch auf Funktechnik basierend. 1964 wurde der Royal Flying Doctor Service, welcher für die medizinische Versorgung dieser abgelegenen Gebiete zuständig ist, nach Mount Isa verlegt.
1964/1965 kam es in Mount Isa zu heftigen und gewalttätigen Arbeitskämpfen, die dazu führten, dass die Stadt unter Kriegsrecht gestellt wurde. Im Zusammenhang mit der Bergbauaktivität wurden – ähnlich wie in deutschen Tagbaugebieten – auch einzelne Stadtteile verlegt.

## Geographie
Die Nordwest-Region, auch Gulf Country genannt, liegt entlang der Küste des Gulf of Carpentaria und ist überwiegend arid oder eine Savanne. Von den 36.000 Einwohnern (28 % Aborigines) leben 25.000 im Umkreis von Mount Isa. Die nächste der sechs anderen Städte der Region ist Cloncurry 100 km im Osten.
Mount Isa liegt in dem eher ebenen, aber felsigen Gebiet des Barkly Tablelandes an der Nordostabdachung der Selwyn Range. Die Stadt ist von Trockensavanne und Halbwüste umgeben und wird vom Leichhardt River durchflossen, der aber in der Regel nicht ganzjährig Wasser führt. Er wurde nördlich der Stadt (13–20 km flussabwärts) zum Lake Moondarra aufgestaut, welcher der Stadt ganzjährig das nötige Trink- und Brauchwasser liefert und auch für wassersportliche Aktivitäten genutzt wird.

## Klima
Das Klima in Mount Isa, das aufgrund der umliegenden Gebirgsketten gemäßigter ausfällt als in anderen Gegenden der Region, lässt sich als tropisches Kontinentalklima mit drei Jahreszeiten charakterisieren; der Golf von Carpentaria liegt 340 km in nördlicher, das Korallenmeer 740 km in ostnordöstlicher Richtung. Die sehr heiße Regenzeit, in der mehr als drei Viertel des jährlichen Niederschlages fallen, liegt im Südsommer von Januar bis April. Die Trockenzeit fällt in eine warme Periode von Mai bis August, die ab September in eine heiße Periode bis zum Jahresende übergeht. In den Sommermonaten kann die Tageshöchsttemperatur 40 °C deutlich überschreiten; der höchste gemessene Temperaturwert von 45,9 °C wurde am 29. Januar 1995 verzeichnet. Im Südwinter kann die Temperatur tief sinken bis zu einem Minimum von −2,96 °C am 7. Juli 1984; Minustemperaturen können von Juni bis August auftreten. Üblicherweise schwanken die Temperaturen im Tagesverlauf ganzjährig um 10–15 °C. Der Niederschlag rührt meist von Gewittern und im Frühjahr und Sommer von durchziehenden Trogsystemen her, doch gelegentlich wird durch ehemals tropische Wirbelstürme lang andauernder Starkregen herangeführt.
Im Juli, das heißt im Südwinter, schwankt die Temperatur im Durchschnitt täglich etwa zwischen 10,0 °C und 24,7 °C, im Januar, also im Südsommer, zwischen 24,3 °C und 37,6 °C. Angesichts dieser hohen Temperaturen ist die durchschnittliche jährliche Niederschlagssumme von etwa 357 mm ziemlich gering. Das niederschlagsreichste Jahr seit Beginn der Wetteraufzeichnungen war 1974 mit 864 mm, am trockensten war hingegen das Jahr 1970, in dem lediglich 171 mm Regen fiel.
|                       | Jan   | Feb   | Mär  | Apr  | Mai  | Jun  | Jul  | Aug  | Sep  | Okt  | Nov  | Dez  |   |      |
| Mittl. Tagesmax. (°C) | 36,3  | 35,3  | 34,2 | 31,8 | 27,8 | 24,8 | 24,7 | 27,3 | 31,2 | 34,6 | 36,4 | 37,1 | ⌀ | 31,8 |
| Mittl. Tagesmin. (°C) | 23,7  | 23,4  | 21,7 | 18,4 | 13,8 | 9,9  | 8,6  | 10,2 | 14,2 | 18,5 | 21,4 | 23,0 | ⌀ | 17,2 |
|                       |       |       |      |      |      |      |      |      |      |      |      |      |   |      |
| Niederschlag (mm)     | 116,4 | 101,3 | 64,9 | 15,1 | 13,0 | 5,9  | 5,8  | 3,6  | 6,6  | 18,8 | 38,5 | 73,1 | Σ | 463  |
|                       |       |       |      |      |      |      |      |      |      |      |      |      |   |      |
| Sonnenstunden (h/d)   | 8,7   | 8,7   | 8,9  | 9,5  | 9,4  | 9,5  | 9,7  | 10,4 | 10,2 | 10,0 | 9,8  | 9,4  | ⌀ | 9,5  |
|                       |       |       |      |      |      |      |      |      |      |      |      |      |   |      |
| Regentage (d)         | 8,0   | 7,3   | 4,1  | 1,5  | 1,3  | 0,6  | 0,6  | 0,6  | 0,9  | 2,3  | 4,0  | 5,8  | Σ | 37   |

| 23,7 |

| 23,4 |

| 21,7 |

| 18,4 |

| 13,8 |

| 9,9 |

| 8,6 |

| 10,2 |

| 14,2 |

| 18,5 |

| 21,4 |

| 23,0 |

| 23,7 |

| 23,4 |

| 21,7 |

| 18,4 |

| 13,8 |

| 9,9 |

| 8,6 |

| 10,2 |

| 14,2 |

| 18,5 |

| 21,4 |

| 23,0 |

## Wirtschaft
Mount Isa entstand als Bergbaustadt, und der Bergbau bildet bis heute die Grundlage des Wirtschaftslebens der Stadt. Mount Isa Mines (MIM, gehört zu 100 % Glencore) betreibt zwei getrennte Aufbereitungsanlagen für Kupfer- und Zink-Blei-Erze in Mt. Isa. Zwei untertägige Kupferbergwerke (Enterprise und X41) fördern bis zu 6,5 Millionen Tonnen Erz pro Jahr, woraus 300.000 t Anodenkupfer und 130.000 t Kupfer im Konzentrat gewonnen werden. Der Kupferbergbau ist mit bis zu 1.900 m der tiefste Australiens. Zink-Blei-Erze werden aus zwei Tagebauen, Blackstar und Handlebar, und einem Tiefbaubetrieb (George Fisher) gewonnen. Die Aufbereitung hat eine Jahreskapazität von 6,5 Millionen Tonnen Erz und produziert 300.000 t Zink im Konzentrat und 130.000 t Bleibarren in der angeschlossenen Bleihütte. Als Nebenprodukte werden Silber und Gold gewonnen. Die Bergbauprodukte werden zur Verschiffung in die etwa 900 km entfernte Hafenstadt Townsville transportiert.
Die Umgebung der Stadt wird, wie große Teile des queensländischen Outback, für extensive Rinderhaltung genutzt.

## Verkehr
Mount Isa liegt am Barkly Highway. Diese west-östliche Fernstraße verbindet Townsville an der Ostküste mit Tennant Creek im Northern Territory, und Mount Isa indirekt auch mit Queenslands Hauptstadt Brisbane, welche in 1.847 Straßenkilometern Entfernung liegt, und den Städten des Nordterritoriums.
Mit Townsville ist Mount Isa auch über eine Eisenbahnlinie verbunden, auf der zweimal die Woche ein Personenzug, genannt „The Inlander“, zwischen beiden Städten pendelt; außerdem gibt es Fernbuslinien und eine Anbindung über den Flughafen Mount Isa.

## Freizeit und Fremdenverkehr
In Mount Isa befindet sich das Museum Outback at Isa, in dem unter anderem das Riversleigh Fossil Centre untergebracht ist, wo über die bedeutenden Fossilfunde prähistorischer Großsäuger bei Riversleigh im nordwestlich der Stadt gelegenen Lawn Hill National Park berichtet wird.
Daneben kann man beispielsweise das Besucherzentrum des Royal Flying Doctor Service sowie die School of the Air besichtigen. Letztere ist für den Vor- und Grundschul-Fernunterricht von etwa 280 nordqueensländischen Schülern zuständig.
Außerdem genießt die Stadt einen gewissen Ruhm für ihre Fastnachtsparaden und ihre Rodeo-Veranstaltungen.
Nördlich der Stadt befinden sich zwei Stauseen, Lake Moondarra und Lake Julius, auf denen auch Wassersport betrieben werden kann.
In der ferneren Umgebung der Stadt befinden sich zwei Nationalparks, der für seine Fossilfunde berühmte und mit malerischen Schluchten gezierte Lawn Hill National Park und Camooweal Caves National Park, der für Queensland einzigartige Kambriumkambrische Höhlen aufweist.

## Persönlichkeiten
- Simmone Jade Mackinnon (* 1973), australische Schauspielerin
- Deborah Mailman (* 1972), australische Schauspielerin
- Greg Norman (* 1955), australischer Profigolfer
- Patrick Rafter (* 1972), australischer Profi-Tennisspieler
- John White (* 1973), Profi-Squashspieler